# Yundola Cove
Die Yundola Cove (englisch; bulgarisch залив Юндола saliw Jundola) ist eine 0,67 km lange und 1,34 km breite Bucht an der Nordküste von Robert Island im Archipel der Südlichen Shetlandinseln. Sie liegt zwischen dem Catharina Point im Westen und dem Lavrenov Point im Osten.
Bulgarische Wissenschaftler kartierten sie 2008. Die bulgarische Kommission für Antarktische Geographische Namen benannte sie im selben Jahr nach einem Bergsattel zwischen dem Rilagebirge und den Rhodopen im Süden Bulgariens.